# Muara Pinang Baru
Muara Pinang Baru is een bestuurslaag in het regentschap Empat Lawang van de provincie Zuid-Sumatra, Indonesië. Muara Pinang Baru telt 2701 inwoners (volkstelling 2010).